# Inga Babakova
Inga Alvadisivna Babakova (ukrainska: Інга Альвідасівна Бабакова), född 27 juni 1967 i Asjchabad, Turkmenska SSR, Sovjetunionen.  är en före detta sovjetisk/ukrainsk friidrottare (höjdhoppare).

## Biografi
Babakovas genombrott kom när hon vid VM i Tokyo 1991 slutade trea efter att ha klarat 1,96. Samma resultat blev det vid inomhus VM i Toronto 1993 då hon klarade 2,00 meter. Vid VM i Göteborg 1995 blev det ytterligare en tredje plats när hon hoppade 1,99 meter. Hennes fjärde bronsplacering i mästerskapsammanhang kom vid Olympiska sommarspelen 1996 i Atlanta trots ett hopp på 1,96. 
Under VM inomhus 1997 i Paris blev det en silvermedalj efter att ha klarat 2,00 slagen bara av Stefka Kostadinova. Vid VM utomhus samma år blev det också en andra plats denna gång bakom Hanne Haugland.  
Hennes främsta merit kom vid VM 1999 i Sevilla då hon vann guld efter att ha klarat 1,96. Samma höjd klarade hon vid Olympiska sommarspelen 2000 i Sydney men denna gång blev det bara en femte plats. Vid VM 2001 klarade hon inte att försvara sitt guld utan slutade tvåa, slagen av sydafrikanskan Hestrie Cloete. 
Efter framgången 2001 lyckades hon inte nå samma framgångar och vid Olympiska sommarspelen 2004 slutade hon först på en nionde plats. Efter säsongen valde hon att avsluta sin karriär. 
Babakovas personliga rekord är 2,05 från 1995.